# Tmarus taibaiensis
Tmarus taibaiensis là một loài nhện trong họ Thomisidae.
Loài này thuộc chi Tmarus. Tmarus taibaiensis được Da-xiang Song & Jia-Fu Wang miêu tả năm 1994.